# Buenos Aires Vice Versa
Pour plus de détails, voir Fiche technique et Distribution.
Buenos Aires Vice Versa est un film argentin réalisé par Alejandro Agresti, sorti en 1996.

## Synopsis
Deux adolescents enquêtent sur la disparition de leurs parents pendant la dictature militaire.

## Fiche technique
- Titre : Buenos Aires Vice Versa
- Réalisation : Alejandro Agresti
- Scénario : Alejandro Agresti
- Musique : Alejandro Agresti et Paul M. van Brugge
- Photographie : Ramiro Civita
- Montage : Alejandro Agresti et Alejandro Brodersohn
- Production : Alejandro Agresti et Axel Pauls
- Société de production : Staccato Films et Agresti Films
- Pays :  Argentine et  Pays-Bas
- Genre : Comédie dramatique
- Durée : 122 minutes
- Dates de sortie : 
  -  France : mai 1996 (festival de Cannes), 19 janvier 2000

## Distribution
- Vera Fogwill : Daniela
- Nicolás Pauls : Damián
- Fernán Mirás : Mario
- Mirta Busnelli : Loca tv
- Carlos Roffé : Service
- Mario Paolucci : Amigo
- Laura Melillo : Ciega
- Harry Havilio : Tío
- Nazareno Casero : Bocha
- Carlos Galettini : Don Nicolás
- Floria Bloise : Doña Amalia
- Inés Molina : Chica
- Rolando Epstein : Mazur

## Distinctions
Le film a été présenté dans la section Un certain regard du festival de Cannes 1996.